# 木島葉子
木島 葉子（きじま ようこ、1963年3月 - ）は、日本の実業家。元アフラック生命保険株式会社取締役常務執行役員。学校法人実践女子学園理事長。2018年のアフラック生命保険株式会社の日本法人化を指揮した。

## 来歴
東京都生まれ。1986年、実践女子大学家政学部卒業。同年4月、アメリカンファミリーライフアシュアランスカンパニーオブコロンバス（現 アフラック生命保険株式会社）に入社。2006年、契約管理企画部長、2007年、コンタクトセンターサービス部長。2012年、執行役員。2015年～2016年にかけて、コンプライアンス・オフィサーを担当。2017年、同社常務執行役員。2018年、同社取締役常務執行役員。2023年、アフラック生命保険株式会社顧問。
2024年、実践女子学園理事長に就任。79年ぶりの実践女子学園の卒業生理事である。